# District municipal de Sunyani
Le district municipal de Sunyani (en anglais : Sunyani Municipal District) est l’un des 22 districts de la Région de Brong Ahafo au Ghana.

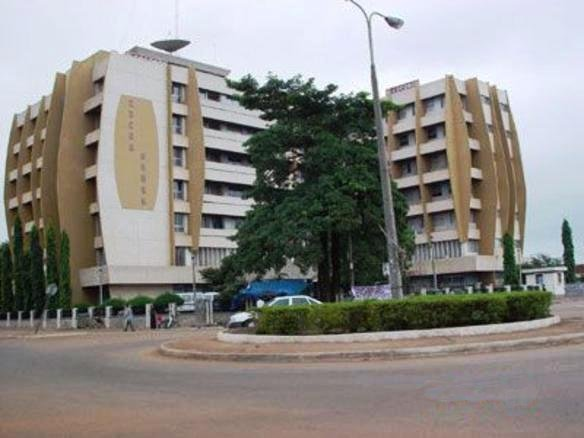
Cocoa House à Sunyani.

## Villes et villages du district
| - Sunyani - Nsuatre - Chiraa - Odomase - Abesim - Fiapre - New Dormaa - S. Liberation Barracks - Atronie - Asuakwaa | - Kotokrom - Dumasua - Kwatire - Yawhimakrom - Adantia - Tanom - Nwawansua - Kobedi - Ahyiayem - Asukwaa |

## Sources
- (en) Site de Ghanadistricts